# Jacques Bourboulon
Jacques Bourboulon (nascido em 8 de dezembro de 1946) é um fotógrafo francês especializado em fotografia de nu e de moda, mas também em paisagens.

## Biografia
Em 1967, Jacques Bourboulon começou como fotógrafo de moda, ele foi publicado na Vogue e trabalhou para estilistas da Dior, Férauld e Carven. Em meados de 1970, ele dedicou seu tempo para viajar e na fotografia, quase exclusivamente à investigação pessoal. Como seu contemporâneo David Hamilton, ele fotografou mulheres jovens, incluindo meninas adolescentes, mas ao contrário de Hamilton, ele usa luzes brilhantes e de alto contraste. A maioria das suas modelos eram anônimas, mas ele também teve a modelo e atriz francesa Eva Ionesco, a quem ele fotografou nua quando ela tinha 10 anos de idade.
As fotografias de Bourboulon foram tiradas com uma câmera Pentax e foca na luz brilhante e contrastes. Seus quadros mais típicos retratam meninas e jovens mulheres na ilha espanhola de Ibiza, jogando na justaposição de céu azul, paredes brancas e pele bronzeada pelo sol.
Jacques Bourboulon tem trabalhado com mais de 150 revistas em 21 países. As fotografias de Bourboulon têm aparecido em revistas como Playmen na Itália, High Society, na sua edição alemã, Club International no Reino Unido, e Chasseur d'Images e PHOTO na França. Elas também foram publicadas online no site MET-Art entre 2003 e 2008, e em seu site oficial jacques-bourboulon.net.
Seus 20 livros de fotografias venderam mais de 400,000 cópias. Ele também produziu calendários para Pentax e BASF.

## Livros selecionados de Jacques Bourboulon
- Conte de Fées, 1980 - Japan: Tatsumi Verlag
- Des corps naturels, 1980 - Éditions Filipacchi - ISBN 2-85018-184-6
- Eva (portfolio), 1981 - AGEP Ed.
- Coquines, 1982 - Kaktus Ed. - ISBN 2-85949-043-4
- Attitudes, 1984 - Paris: Carrère - ISBN 2-86804-010-1
- Mélodies, 1987 - Paris: JMV - ISBN 2-86660-025-8
- Photographier le nu, 1996 - Editions VM - ISBN 2-86258-169-0

## Pictoriais de revista selecionados de Jacques Bourboulon
- Club International (edição do Reino Unido), Junho de 1975
- ZOOM (edição francesa), Janeiro–Fevereiro de 1976 (#34)
- Playboy (edição italiana), Outubro de 1976 - "Classe del 1965!" (pictorial de Eva Ionesco)
- Siesta (Espanha), #8 (1977)
- ZOOM (edição francesa), Julho/Agosto de 1979 (#64) - "Images de petites filles"
- PHOTO (edição francesa), Junho de 1980 (#153) - "Tendres et naturelles - Jacques Bourboulon : une fête du printemps féminin"
- Playmen, Julho de 1980 - "Le 'preferile' di Bourboulon / Vera / Effetto godibilita`"
- Photo Cinema Magazine, Abril de 1981 (#18) - "images: la jeune fille de Bourboulon"
- Playmen, Janeiro de 1982 - "Il Paradiso di Bourboulon"
- Photo Reporter, Novembro de 1982 (#49)
- Photo Reporter, Novembro de 1984 (#73) - "Les nymphettes impudiques de BOURBOULON"
- Lui (edição alemã), Dezembro de 1984
- Ele e Ela (Brasil), #185 (1984)
- Photo Reporter, Dezembro de 1985 (#86) - "Vive La Fête"
- Chasseur d'Images, Março de 1986 (#80)
- Photo Reporter, Agosto de 1986 (#94) - "Mes 250 femmes"
- High Society (edição alemã), #8 de 1986 (pictorial de Stephanie)
- Rebel Magazine, Fall-Winter 2004/2005 (#8)

Jacques Bourboulon tem colaborado com mais de 150 revistas em 21 países em todo o mundo.